# Ganges, Hérault
Ganges (okcitansko Gange) je naselje in občina v južnem francoskem departmaju Hérault regije Languedoc-Roussillon. Leta 2009 je naselje imelo 4.110 prebivalcev.

## Geografija
Naselje leži v pokrajini Languedoc ob reki Hérault in njenem levem pritoku Rieutord, 44 km severno od Montpelliera.

## Uprava
Ganges je sedež istoimenskega kantona, v katerega so poleg njegove vključene še občine Agonès, Brissac, Cazilhac, Gorniès, Laroque, Montoulieu, Moulès-et-Baucels in Saint-Bauzille-de-Putois z 9.628 prebivalci.
Kanton Ganges je sestavni del okrožja Lodève.

## Zanimivosti
- staro mestno jedro,
- mestna hiša z urnim stolpom, zvonikom iz konca 17. stoletja,
- protestantska cerkev iz sredine 19. stoletja,
- neoromanska cerkev sv. Petra iz druge polovice 19. stoletja.